# Phaeocatantops uluguruense
Phaeocatantops uluguruense är en insektsart som beskrevs av Nicholas David Jago 1982. Phaeocatantops uluguruense ingår i släktet Phaeocatantops och familjen gräshoppor. Inga underarter finns listade i Catalogue of Life.